# Eleccions al Parlament Europeu de 1984 (Alemanya Occidental)
Les eleccions al Parlament Europeu de 1984 a Alemanya Occidental van ser les eleccions celebrades el 17 de juny per a escollir als 81 eurodiputats alemanys per a la II legislatura del Parlament Europeu. D'aquests diputats, 78 s'escollien amb sufragi directe i 3 d'ells per part de la Cambra de Diputats de Berlín, per l'estatus especial de Berlín Occidental.
Es van presentar un total de 14 candidatures, 7 d'aquestes noves, però cap va obtenir representació. Els eurodiputats van ser repartits entre la Unió Demòcrata Cristiana d'Alemanya, el Partit Socialdemòcrata d'Alemanya, la Unió Social Cristiana de Baviera i Els Verds, quedant el Partit Liberal Demòcrata fora del Parlament Europeu.

## Resultats
La Unió Demòcrata Cristiana d'Alemanya i la Unió Social Cristiana de Baviera van guanyar les eleccions amb 11,4 milions de vots i un 45,95% enfront del Partit Socialdemòcrata d'Alemanya que va aconseguir 9,3 milions de vots i un 37,41%. Els Verds van aconseguir entrar per primera vegada al Parlament Europeu amb 7 escons, mentre els liberals del Partit Democràtic Lliure van perdre els 4 escons aconseguits a les eleccions del 1979.
Berlín Occidental, tal com va passar l'any 1979 i a causa del seu estatus especial, no podia participar de les eleccions. Si bé, el govern de la ciutat va elegir directament tres diputats: 2 de la Unió Demòcrata Cristiana d'Alemanya i 1 del Partit Socialdemòcrata d'Alemanya.
| Candidatura                               | Facció europea        | Sufragis   | Sufragis | Escons    | Escons    |
| Candidatura                               | Facció europea        | Vots       | %        | Dip.      | Dif.      |
| ----------------------------------------- | --------------------- | ---------- | -------- | --------- | --------- |
| Unió Demòcrata Cristiana d'Alemanya (CDU) | PPE                   | 9.308.411  | 37,46%   | 32        | Es manté  |
| Partit Socialdemòcrata d'Alemanya (SPD)   | UPSCE                 | 9.296.417  | 37,41%   | 32        | ▼ 2       |
| Unió Social Cristiana de Baviera (CSU)    | PPE                   | 2.109.130  | 8,49%    | 7         | ▼ 1       |
| Els Verds (GRÜNE)                         |                       | 2.025.972  | 8,15%    | 7         | ▲ 7       |
| Partit Democràtic Lliure                  | LDE                   | 1.192.624  | 4,80%    |           | ▼ 4       |
| La llista de la Pau                       |                       | 313.108    | 1,26%    |           |           |
| Partit Nacional Democràtic d'Alemanya     |                       | 198.633    | 0,80%    |           |           |
| Partit de les Dones                       |                       | 94.463     | 0,38%    |           |           |
| Centre                                    |                       | 93.921     | 0,38%    |           | Es manté  |
| Partit Democràtic Ecològic                |                       | 77.026     | 0,31%    |           |           |
| Ciutadans Madurs                          |                       | 52.753     | 0,21%    |           |           |
| Partit Federal Europeu - Partit Europa    |                       | 34.500     | 0,14%    |           |           |
| Partit Europeu dels Treballadors          |                       | 30.874     | 0,12%    |           | Es manté  |
| Partit de Baviera                         |                       | 23.539     | 0,09%    |           |           |
| Vots a candidatures                       | Vots a candidatures   | 24.851.371 | 98,47%   | 78        | Es manté  |
| Vots nuls o no vàlids                     | Vots nuls o no vàlids | 387.383    | 1,53%    | Bundesamt | Bundesamt |
| Vots emesos                               | Vots emesos           | 25.238.754 | 56,80%   | Bundesamt | Bundesamt |
| Cens total                                | Cens total            | 44.465.989 |          | Bundesamt | Bundesamt |